# Apatas Air
Apatas Air — закрытая литовская чартерная авиакомпания, базировавшаяся в Каунасе. Она занималась грузовыми и пассажирскими авиаперевозками. Главной базой Apatas Air являлся аэропорт Каунас.

## История
Apatas Air была основана в 1994 году и до 2005 г. носила название Aviapaslauga (AP Airlines). Авиакомпания эксплуатировала Ан-74, Let L-410 и Ту-204C. Ту-204C эксплуатировался в 2004—2005 гг. до переименовывания компании. С 2005 года авиакомпания эксплуатировала 2 Let L-410 Turbolet. В 2009 году авиакомпания Apatas Air обанкротилась. Самолёты Apatas Air, эксплуатируемые на момент банкротства, ныне эксплуатируются в авиакомпании Transaviabaltika.

## Флот

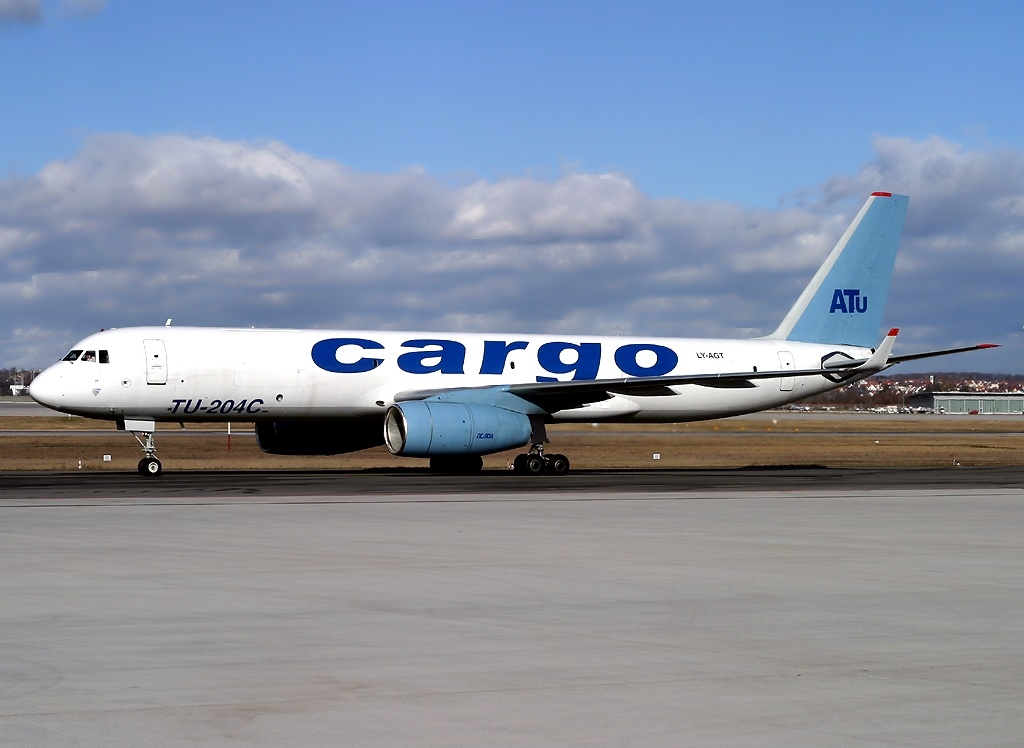
Ту-204C LY-AGT

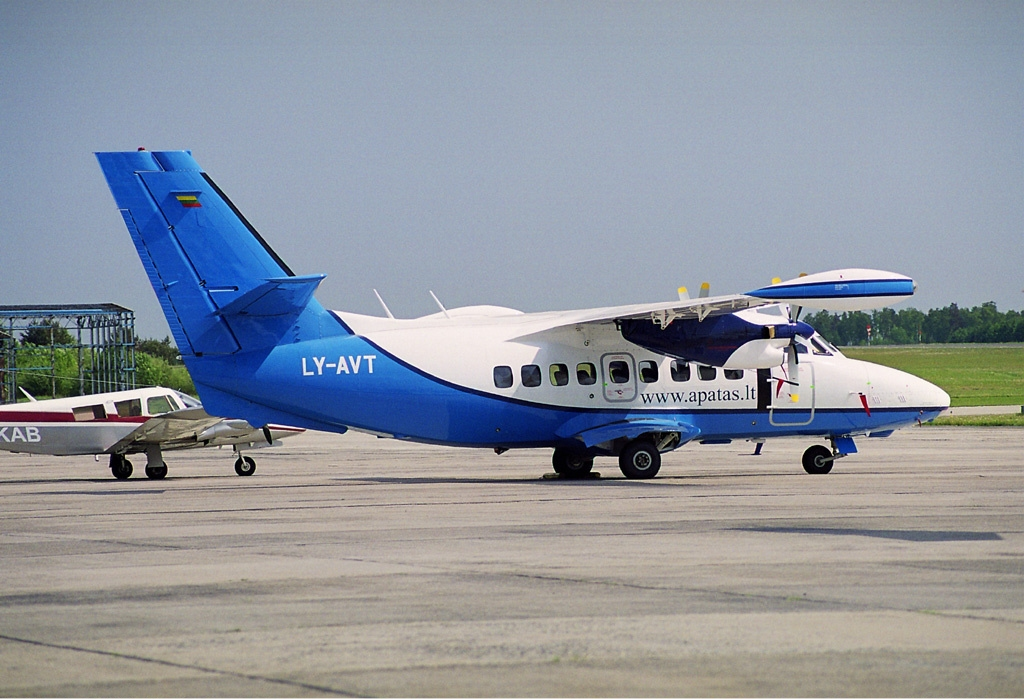
Let L-410 LY-AVT

### Флот на момент закрытия авиакомпании
На момент закрытия флот авиакомпании состоял из следующих самолётов:
| Тип самолёта     | Количество | Заказано | Места | Регистрация | Примечания                                     |
| ---------------- | ---------- | -------- | ----- | ----------- | ---------------------------------------------- |
| Let L-410 UVP-E  | 1          | -        | 17-19 | LY-AVZ      | Сегодня эксплуатируются в а/к Трансавиабалтика |
| Let L-410 UVP-E3 | 1          | -        | 17-19 | LY-AVT      | Сегодня эксплуатируются в а/к Трансавиабалтика |

### Списанные самолёты
| Тип самолёта     | Количество | Регистрация                        | Год ввода в эксплуатацию                                                             | Год вывода из эксплуатации                                                           | Примечания                                   |
| ---------------- | ---------- | ---------------------------------- | ------------------------------------------------------------------------------------ | ------------------------------------------------------------------------------------ | -------------------------------------------- |
| Ан-2             | 2          | LY-ALD LY-ALE                      | LY-ALD — 1992 LY-ALE — 1993                                                          | LY-ALD — 1997 LY-ALE — 1995-02-09                                                    |                                              |
| Ан-74            | 1          | н/д                                | н/д                                                                                  | н/д                                                                                  |                                              |
| Ту-204C          | 1          | LY-AGT                             | 2004 г.                                                                              | 2005 г.                                                                              |                                              |
| Cessna 421-B     | 1          | LY-ATV                             | н/д                                                                                  | н/д                                                                                  |                                              |
| Learjet 55       | 1          | н/д                                | н/д                                                                                  | н/д                                                                                  |                                              |
| Let L-410 UVP    | 3          | LY-ANR LY-AIL LY-ASN               | LY-ANR — 1995-06-07 LY-AIL — 1996-10-15 LY-ASN — 1997-07-14                          | LY-ANR — 1998-01-02 LY-AIL — 1997-07-21 LY-ASN — 2003                                |                                              |
| Let L-410 UVP-E  | 3          | LY-ARC LY-AZO LY-AFY               | LY-ARC — 1999-11 LY-AZO — 1999-12 LY-AFY — 1997-10                                   | LY-ARC — 2000-02 LY-AZO — 2000-03 LY-AFY — 1997-12                                   |                                              |
| Let L-410 UVP-E3 | 5          | LY-AVX LY-AFI LY-AZM LY-AZK LY-AVA | LY-AVX — 1997-07 LY-AFI — 1997-09 LY-AZM — 1999-08 LY-AZK — 1999-08 LY-AVA — 1998-01 | LY-AVX — 2000-12 LY-AFI — 1999-02 LY-AZM — 1999-11 LY-AZK — 2002-12 LY-AVA — 2006-05 | LY-AVA в 2006 г. продан а/к Трансавиабалтика |